# بزوه
بزوه، روستایی است از توابع بخش مرکزی شهرستان ارومیه استان آذربایجان غربی ایران. اکثر ساکنان به زبان ترکی صحبت می کنند و تعداد اندکی نیز به ارمنی صحبت می کنند.

## جمعیت
این روستا در دهستان باراندوز قرار داشته و بر اساس سرشماری سال ۱۳۸۵ جمعیت آن ۳۵۳ نفر (۱۰۳ خانوار)
بوده‌است.